# A doua șansă (film din 1967)
A doua șansă (în engleză You Only Live Twice) este un film britanic de spionaj⁠(d) din 1967 și al cincilea din seria James Bond, produs de Eon Productions, cu Sean Connery în rolul agentului MI6 fictiv, James Bond. Este primul film Bond regizat de Lewis Gilbert, care ulterior a regizat Spionul care mă iubea și Moonraker (1979), ambele cu Roger Moore în rolul principal. Scenariul pentru A doua șansă a fost scris de Roald Dahl și se bazează vag pe romanul omonim al lui Ian Fleming din 1964. Este primul film James Bond care abandonează majoritatea intrigii originale a lui Fleming, folosind doar câteva personaje și locații din carte ca fundal pentru o poveste complet nouă.
În film, Bond este trimis în Japonia după ce nave spațiale americane și sovietice dispar misterios pe orbită, fiecare națiune învinuind-o pe cealaltă în contextul Războiului Rece. Bond ajunge pe o insulă izolată din Japonia pentru a descoperi făptașii și se confruntă cu Ernst Stavro Blofeld, liderul organizației SPECTRE⁠(d). Filmul dezvăluie pentru prima dată înfățișarea lui Blofeld, care fusese anterior un personaj care nevăzut. SPECTRE lucrează pentru guvernul unei puteri asiatice nenumite, presupus a fi China, pentru a provoca un război între superputeri.
Pe durata filmărilor în Japonia, s-a anunțat că Sean Connery se va retrage din rolul lui Bond; totuși, după o absență de un film, el a revenit în Diamante pentru eternitate și mai târziu în Niciodată să nu spui niciodată. A doua șansă a primit recenzii pozitive și a încasat peste 111 milioane de dolari la nivel global (echivalentul a 1 miliard de dolari în 2023). Cu toate acestea, a fost primul film Bond care a înregistrat o scădere a veniturilor la box-office, în principal din cauza suprasaturării genului de filme de spionaj de către imitatorii Bond, inclusiv un film rival, Casino Royale (1967), produs de Columbia Pictures. Seria Bond a continuat cu În slujba Majestății Sale primul film fără Sean Connery în rolul principal.

## Rezumat
Nava spațială americană Jupiter 16 este deturnată de pe orbită de o navă necunoscută. Statele Unite suspectează Uniunea Sovietică, dar britanicii cred că ar fi implicați japonezii, deoarece nava a aterizat în Marea Japoniei. Pentru a investiga, agentul MI6 James Bond este trimis la Tokyo, după ce își înscenează moartea în Hong Kong și este înmormântat pe mare de pe HMS Tenby.
În timpul unui turneu de sumo, Bond este abordat de Aki, o agentă a serviciului secret japonez, care îl conduce la Dikko Henderson, un agent MI6 local. Henderson afirmă că deține dovezi importante despre navă, dar este ucis de un asasin înainte să ofere detalii. Bond îl elimină pe atacator, îi ia hainele pentru a se deghiza și este condus cu mașina la sediul Osato Chemicals. Acolo, Bond îl imobilizează pe șofer și sparge seiful din biroul președintelui companiei, domnul Osato. După ce obține documente secrete, este urmărit de agenții de securitate și salvat de Aki, care fuge într-o stație de metrou scoasă din serviciu. Bond o urmărește, dar cade într-o trapă ce duce la biroul șefului serviciului secret japonez, Tiger Tanaka. Documentele conțin o fotografie a navei cargo Ning-Po, împreună cu un mesaj micropunct⁠(d) care menționează că turistul care a făcut fotografia a fost ucis ca măsură de securitate.
Deghizat ca un potențial cumpărător, Bond se întoarce la Osato Chemicals. Se întâlnește pentru scurt timp cu Osato, care îi ordonă secretarei sale, Helga Brandt, să-l elimine pe Bond; ambii se dovedesc a fi agenți SPECTRE. Odată ieșit, asasinii deschid focul asupra lui Bond, dar Aki îl salvează. Cei doi merg la Kobe, unde Ning-Po este ancorat. Ei află că nava transporta componente pentru combustibil de rachetă. După ce sunt descoperiți, Bond scapă de oamenii lui Osato, în timp ce Aki reușește să fugă. Bond este capturat și se trezește în cabina Helgăi Brandt, la bordul Ning-Po. Brandt îl interoghează, dar apoi îl seduce. A doua zi, Brandt îl transportă pe Bond cu avionul spre Tokyo, însă, pe drum, declanșează o flacără de semnalizare în interiorul avionului, îl leagă pe Bond în scaun și se parașutează. Bond reușește să aterizeze avionul și fuge înainte ca acesta să explodeze.
Bond descoperă unde a fost descărcată încărcătura Ning-Po. Folosind un autogir armat creat de Q, survolează zona. Aproape de un vulcan, Bond este atacat de patru elicoptere, pe care le distruge, confirmând suspiciunile despre o bază ascunsă în apropiere. Între timp, o navă spațială sovietică este capturată pe orbită de o altă navă necunoscută, amplificând tensiunile cu Statele Unite. Nava misterioasă aterizează într-o bază ascunsă în interiorul vulcanului, operată de Ernst Stavro Blofeld, liderul SPECTRE, angajat de o mare putere pentru a declanșa un război sovieto-american. Blofeld îi convoacă pe Osato și Brandt pentru eșecul de a-l elimina pe Bond. Osato o acuză pe Brandt, iar Blofeld o aruncă într-un bazin plin cu piranha.
La Kyoto, Bond se pregătește să investigheze mai îndeaproape insula, antrenându-se cu luptătorii ninja ai lui Tanaka și adoptând o deghizare japoneză, care include o căsătorie aranjată⁠(d) cu o scufundătoare Ama, jucată de o agentă infiltrată⁠(d) pe insulă. În timpul șederii în Kyoto, Aki este ucisă, fiind otrăvită în somn de un agent SPECTRE care îl viza pe Bond.
Bond o cunoaște pe Kissy Suzuki, o studentă a lui Tanaka, care va interpreta rolul de soție. Urmând un indiciu, cei doi investighează o peșteră capcană, protejată cu gaz fosgen, care duce la vulcanul ce ascunde baza secretă pentru rachete. Bond se strecoară în interior, în timp ce Kissy merge să-l alerteze pe Tanaka. Bond îi găsește și îi eliberează pe astronauții americani și sovietici capturați, iar cu ajutorul lor fură un costum spațial⁠(d) pentru a se infiltra pe nava SPECTRE, „Bird One”. Totuși, Blofeld îl observă pe Bond, care este capturat și adus în sala de control, unde îl întâlnește pe Blofeld.
„Bird One” se apropie de o capsulă spațială⁠(d) americană, iar forțele americane se pregătesc să lanseze un atac nuclear asupra Uniunii Sovietice. Între timp, luptătorii ninja ai lui Tanaka ajung la intrarea bazei, dar sunt detectați și atacați. Bond îl distrage pe Blofeld și deschide trapa pentru luptătorii ninja. Blofeld îl ucide pe Osato pentru eșecul său în eliminarea lui Bond și se pregătește să-l execute pe Bond, dar este întrerupt de Tanaka și fuge. Bond se luptă pentru a reveni în sala de control, îl ucide pe bodyguardul lui Blofeld, Hans, și activează mecanismul de autodistrugere⁠(d) al navei Bird One înainte ca aceasta să ajungă la capsula americană. În timp ce americanii își retrag forțele, Blofeld activează sistemul de autodistrugere al bazei și scapă.
Bond, Kissy, Tanaka și luptătorii ninja supraviețuitori părăsesc baza înainte ca erupția vulcanului să o distrugă. Ei sunt salvați de Forțele Maritime Japoneze⁠(d) și de Serviciul Secret Britanic.

## Distribuție
- Sean Connery – James Bond, agent MI6
- Akiko Wakabayashi – Aki, agent japonez care îl ajută pe Bond
- Tetsurō Tamba – Tiger Tanaka, șeful serviciului secret japonez (voce dublată de Robert Rietty).
- Mie Hama – Kissy Suzuki, agentă care se căsătorește cu James Bond ca parte a unei operațiuni sub acoperire
- Teru Shimada – Osato, a un industriaș japonez afiliat în secret la SPECTRE
- Karin Dor – Helga Brandt/Nr. 11, asasin SPECTRE
- Lois Maxwell – Miss Moneypenny, secretara lui M
- Desmond Llewelyn – Q, șeful departamentului tehnic al MI6
- Charles Gray – Dikko Henderson, contact britanic care trăiește în Japonia.
- Bernard Lee – M, șeful MI6
- Donald Pleasence – Ernst Stavro Blofeld, liderul megaloman al sindicatului terorist cunoscut sub numele de SPECTRE

## Producție
În slujba Majestății Sale a fost filmul planificat să urmeze după Operațiunea Thunderball, dar producătorii au decis să adapteze You Only Live Twice în schimb, deoarece În slujba Majestății Sale ar fi necesitat căutarea unor locații înalte și înzăpezite. Lewis Gilbert a refuzat inițial oferta de a regiza, dar a acceptat după ce producătorul Albert R. Broccoli i-a spus: „Nu poți refuza acest film. Are cea mai mare audiență din lume.” Peter R. Hunt, editorul primelor cinci filme Bond, credea că Gilbert fusese deja contractat de producători pentru alt film, dar aceștia au constatat că trebuia să îl folosească la acest film. Ted Moore, directorul de imagine al primelor patru filme, nu era disponibil deoarece filma Un om pentru eternitate și a fost înlocuit de Freddie Young.
Gilbert, Young, producătorii Broccoli și Harry Saltzman, împreună cu designerul de producție Ken Adam, au mers în Japonia, petrecând trei săptămâni căutând locații. Cartierul general al SPECTRE, aflat inițial pe malul mării, a fost schimbat într-un vulcan stins după ce echipa a aflat că japonezii nu construiesc castele pe litoral. Grupul trebuia să se întoarcă în Marea Britanie cu un avion Boeing 707 al BOAC (Zborul 911 BOAC) pe 5 martie 1966, dar și-au anulat planurile pentru a asista la o demonstrație de ninja. Avionul respectiv s-a prăbușit la 25 de minute după decolare, toți pasagerii fiind uciși. La Tokyo, echipa l-a găsit pe Hunt, care plecase în vacanță după ce cererea sa de a regiza fusese respinsă. Hunt a fost invitat să regizeze cu a doua echipă pentru A doua șansă și a acceptat.
Spre deosebire de majoritatea filmelor James Bond, care prezintă locații diverse din lume, aproape tot filmul este plasat într-o singură țară, iar câteva minute sunt dedicate unei elaborate nunți japoneze. Aceasta respectă romanul original al lui Fleming, care aloca multe pagini culturii japoneze. Studiourile Toho au oferit platouri, personal și actrițele japoneze necesare producătorilor.

### Scenariul
Primul scenariu a fost scris de Sydney Boehm și s-a apropiat destul de mult de romanul original. Producătorii l-au adus în Japonia pe Harold Jack Bloom pentru a scrie un scenariu. Deși scenariul său a fost în cele din urmă respins, câteva dintre ideile sale au fost incluse în scenariul final, motiv pentru care i s-a acordat creditul de „Material suplimentar pentru poveste.” Printre aceste elemente se numără scena de deschidere cu moartea falsă a lui Bond și înmormântarea sa pe mare, precum și atacul ninja. Cum scenaristul filmelor Bond anterioare, Richard Maibaum, nu era disponibil, Roald Dahl (prieten apropiat al lui Ian Fleming) a fost ales pentru a scrie adaptarea, deși nu avea experiență anterioară în scrierea unui scenariu, cu excepția unui proiect neterminat, The Bells of Hell Go Ting-a-ling-a-ling.
Dahl a declarat că romanul original era „cea mai slabă carte a lui Fleming, fără un fir narativ care să poată deveni un film” și l-a comparat cu un jurnal de călătorie. A menționat că a trebuit să creeze un nou fir narativ, păstrând doar patru sau cinci idei din povestea originală. În procesul de creare a poveștii, Dahl a spus că „nu avea idee ce urma să facă Bond,” deși trebuia să livreze primul proiect în șase săptămâni, și a decis să urmeze un complot de bază similar cu cel din Dr. No. Inspirația sa a venit din povestea unui bombardier american cu arme nucleare dispărut deasupra Spaniei și din primele ieșiri în spațiu recente ale Uniunii Sovietice și Statelor Unite (Voskhod 2 și Gemini 4). Dahl a avut libertate totală în privința scenariului, cu excepția personajului Bond și a „formulei fetelor,” care implica trei femei: o aliată și o adversară care mor, și principala fată Bond. În timp ce pentru a treia femeie s-a bazat pe personajul din carte, Kissy Suzuki, Dahl a trebuit să creeze personajele Aki și Helga Brandt pentru a completa formula.
Gilbert a fost, în mare parte, de acord cu scenariul lui Dahl, după cum a declarat scriitorul: „Nu doar că a contribuit la ședințele despre scenariu, dar a avut și câteva idei bune, după care te lăsa în pace, iar când terminai scenariul, el îl filma. Alți regizori au un ego atât de mare încât vor să rescrie totul și să-și adauge propriile replici, ceea ce, de obicei, este dezastruos. Ce am admirat la Lewis Gilbert a fost faptul că lua scenariul și îl filma. Așa trebuie să regizezi: ori ai încredere în scenaristul tău, ori nu.”
Charles Gray, care l-a interpretat pe Dikko Henderson, a inversat celebra replică „shaken, not stirred,” spunând: „That's, um, stirred, not shaken. That was right, wasn't it?” la care Bond răspunde politicos: „Perfect.”

### Distribuție
Când a venit momentul să înceapă filmările pentru A doua șansă, producătorii s-au confruntat cu problema unei vedete nemulțumite. Sean Connery declarase că era obosit să îl juca pe James Bond și de toate angajamentele asociate (timpul petrecut la filmări și promovarea fiecărui film), precum și de dificultatea de a se implica în alte proiecte, ceea ce ar fi putut duce la asocierea lui permanentă cu acest rol. Saltzman și Broccoli au reușit să-l convingă pe Connery să revină, oferindu-i un onorariu mai mare pentru acest film, dar s-au pregătit să caute un înlocuitor.
Jan Werich fusese inițial ales de producătorul Harry Saltzman pentru rolul lui Blofeld. La sosirea sa pe platoul de filmare de la Pinewood, atât producătorul Albert R. Broccoli, cât și regizorul Lewis Gilbert au considerat că era o alegere nepotrivită, asemănându-l cu un „Moș Crăciun sărac și binevoitor”. Cu toate acestea, pentru a încerca să facă distribuția să funcționeze, Gilbert a continuat filmările. După câteva zile, atât Gilbert, cât și Broccoli au ajuns la concluzia că Werich nu era suficient de amenințător și l-au înlocuit pe Blofeld cu Donald Pleasence. Ideile lui Pleasence pentru aspectul lui Blofeld au inclus o cocoașă, un șchiopătat, o barbă și o mână paralizată, înainte de a se opri asupra cicatricii. Totuși, a găsit această opțiune inconfortabilă din cauza lipiciului care fixa cicatricea de ochiul său.
Multe modele europene au fost testate pentru rolul Helga Brandt, inclusiv actrița germană Eva Renzi, care a refuzat să participe la film, iar rolul i-a fost atribuit actriței germane Karin Dor. Dor a realizat cascadoria în care Helga sare într-un bazin pentru a-și înscena moartea, fără să folosească o dublură. În versiunea germană a filmului, vocea lui Dor a fost dublată de o altă actriță.
Actrița Tsai Chin a interpretat-o pe Ling, fata Bond care a ajutat la înscenarea morții lui Bond. Chin a revenit în universul Bond în 2006, în rolul Madame Wu din thrillerul Casino Royale.
Directorul UA, Bud Ornstein, s-a întâlnit cu Toshiro Mifune în Insulele Canare pentru a-l convinge să joace rolul lui Tiger Tanaka, dar acesta era deja programat să apară în Marele premiu. Regizorul Lewis Gilbert l-a ales în schimb pe Tetsurō Tamba, după ce lucrase cu el în Al șaptelea răsărit de soare. O serie de experți în arte marțiale au fost angajați pentru a interpreta ninja. Cele două roluri feminine japoneze au fost dificil de distribuit, deoarece majoritatea actrițelor testate aveau cunoștințe limitate de limba engleză. În cele din urmă, Akiko Wakabayashi și Mie Hama, vedete ale studiourilor Toho, au fost alese și au început cursuri de engleză în Marea Britanie. Hama, inițial distribuită în rolul asistentei lui Tanaka, întâmpina dificultăți cu limba engleză. Producătorii intenționau să o concedieze, dar Tamba a sugerat că aceasta ar putea recurge la suicid dacă ar fi concediată. În schimb, rolurile au fost schimbate: Hama a preluat rolul lui Kissy, care avea mai puține replici, iar Wakabayashi a preluat rolul lui Aki. Wakabayashi a cerut doar ca numele personajului ei, „Suki”, să fie schimbat în „Aki”.

### Filmări
Filmările pentru A doua șansă au durat din iulie 1966 până în martie 1967.
Filmul a fost realizat în principal în Japonia, iar majoritatea locațiilor pot fi recunoscute.
Pe scurt:
- Tokyo: După ce ajunge în Japonia, la Akime, Bond se îndreaptă spre Tokyo. Scenele inițiale sunt plasate în zona Ginza și împrejurimi. Hotelul New Otani Tokyo a fost folosit pentru exteriorul companiei Osato Chemicals, iar grădinile hotelului au servit drept decor pentru antrenamentele ninja. O urmărire cu mașini, folosind o Toyota 2000GT și o Toyota Crown, a fost filmată în mare parte în jurul Stadionului Olimpic utilizat anterior pentru Jocurile Olimpice de vară din 1964. Tokyo Tower și centrul Tokyo-ului pot fi văzute pe scurt într-o secvență în care mașina răufăcătorilor este aruncată în Golful Tokyo. Stația de metrou privată a lui Tanaka a fost filmată la stația Nakano-shimbashi a metroului Tokyo. O luptă de sumo a fost filmată la sala de sumo din Tokyo, Kuramae Kokugikan, care a fost ulterior demolată.
- Docurile Kobe apar într-o secvență în care Bond investighează nava Ning-Po și este implicat într-o luptă.
- Nunta lui Bond la un altar shintoist a fost filmată în Nachi.
- Castelul Himeji din Prefectura Hyōgo a fost reprezentat ca tabăra de antrenament ninja a lui Tanaka.
- Satul Bonotsucho Akime este locul unde Bond și soția sa Ama au locuit și unde au fost filmate scenele cu Ama.
- Ryokanul Shigetomi-so (acum cunoscut sub numele de Shimazu Shigetomisoh Manor) a fost folosit ca exterior pentru casa lui Tanaka.
- Prefectura Kagoshima a servit drept locație pentru diverse scene cu Little Nellie.
- Muntele Shinmoe-dake din Kyūshū a fost folosit pentru exteriorul sediului SPECTRE.[14][32][33]

Majoritatea scenelor de interior au fost filmate la Pinewood Studios. Secvența de deschidere din Hong Kong include cadre filmate pe o stradă din Kowloon. De asemenea, apare Portul Victoria din Hong Kong, însă înmormântarea maritimă a lui Bond și recuperarea corpului au fost filmate în largul Gibraltarului și în Bahamas. Scenele cu avionul care îl transportă pe Bond spre presupusa sa moarte au fost filmate deasupra peisajului rural din Buckinghamshire, deși acestea trebuiau să reprezinte Japonia.
Mulțimi mari s-au adunat în Japonia pentru a urmări filmările. Un fan japonez a început să-l urmărească pe Sean Connery cu o cameră, iar poliția a trebuit să intervină de mai multe ori pentru a gestiona astfel de incidente.
Autogirul puternic înarmat WA-116, supranumit „Little Nellie,” a fost inclus în film după ce Ken Adam a auzit un interviu radiofonic cu inventatorul său, comandantul RAF Ken Wallis. „Little Nellie” a fost numită după vedeta de music-hall Nellie Wallace, având un nume de familie similar cu al inventatorului. Wallis a pilotat invenția sa, echipată cu armament fictiv creat de echipa de efecte speciale a lui John Stears, pe parcursul producției.
Bătălia lui „Nellie” cu elicopterele a fost dificil de filmat. Scenele au fost inițial turnate în Miyazaki, cu peste 85 de decolări, cinci ore de zbor și incidente în care Wallis a fost aproape de a se prăbuși în camera de filmat de mai multe ori. În timpul unei filmări deasupra elicopterelor, curentul puternic creat a dus la un accident grav: cameramanului John Jordan i-a fost secționat piciorul de către rotorul unui aparat. Deși piciorul a fost reatașat chirurgical de medici aflați în vizită în Japonia, intervenția a fost considerată greșită, astfel că piciorul a fost amputat ulterior în Londra. Jordan a continuat să lucreze la seria Bond folosind o proteză. Scenele finale implicând explozii nu au fost permise într-un parc național japonez, astfel că echipa s-a mutat în Torremolinos, Spania, o locație ce semăna cu peisajul japonez. Cadrele cu vulcanul au fost filmate pe Muntele Shinmoedake, pe insula Kyushu.  The shots of the volcano were filmed at Shinmoedake on Kyushu Island.
Decorurile bazei vulcanice SPECTRE, incluzând heliportul operativ și monorailul, au fost construite pe un teren din Pinewood Studios, având un cost de 1 milion de dolari. Decorul, cu o înălțime de 45 m, era vizibil de la 5 kilometri distanță și a atras mulți curioși din zonă. Locații din afara Japoniei au inclus fregata HMS Tenby a Marinei Regale, aflată atunci în Gibraltar, pentru scena înmormântării pe mare, Hong Kong pentru scena în care Bond își înscenează moartea și Norvegia pentru stația radar sovietică.
Diane Cilento, soția lui Sean Connery la acea vreme, a realizat scenele de înot pentru cel puțin cinci actrițe japoneze, inclusiv Mie Hama. Expertul în arte marțiale Donn F. Draeger a oferit antrenament de arte marțiale și a fost dublura lui Connery. Montajul inițial al filmului, realizat de editorul obișnuit al lui Lewis Gilbert, Thelma Connell, avea aproape trei ore, dar a fost respins categoric de audiențele de testare. Peter R. Hunt a fost chemat să refacă montajul, iar versiunea sa a avut mult mai mult succes, ceea ce i-a adus postul de regizor pentru filmul următor din serie.

### Muzică
Coloana sonoră a fost a patra din serie compusă de John Barry. El a încercat să încorporeze „eleganța sunetului oriental” cu piese inspirate de muzica japoneză. Tema principală, „You Only Live Twice”, a fost compusă de Barry și textierul Leslie Bricusse, fiind interpretată de Nancy Sinatra, după ce tatăl său, Frank Sinatra, a refuzat oferta. Nancy Sinatra a fost foarte emoționată în timpul înregistrării – inițial a vrut să părăsească studioul, apoi a susținut că uneori „sună ca Minnie Mouse”. Barry a declarat că piesa finală a fost realizată din 25 de încercări diferite.
Există două versiuni ale piesei „You Only Live Twice”, cântate de Nancy Sinatra: una direct din coloana sonoră a filmului și o a doua pentru lansarea pe disc, aranjată de Billy Strange. Piesa din coloana sonoră a filmului este recunoscută pentru introducerea sa remarcabilă și influențele orientale, fiind mult mai populară la radio. Lansarea pe disc a ajuns pe locul 44 în topurile Billboard din SUA și pe locul 11 în Marea Britanie. Ambele versiuni ale melodiei principale sunt disponibile pe CD.
O piesă diferită pentru tema principală a fost inițial înregistrată de Julie Rogers, dar a fost în cele din urmă abandonată. Doar două versuri din acea versiune au fost păstrate în forma finală, iar partea orchestrală a fost schimbată pentru a se potrivi cu ambitusul vocal al lui Sinatra. Versiunea lui Rogers a apărut doar pe un CD aniversar James Bond, fără credit pentru interpretă. În anii 1990, o altă variantă posibilă a temei principale (de asemenea intitulată „You Only Live Twice” și interpretată de Lorraine Chandler) a fost descoperită în arhivele RCA Records. Aceasta a devenit foarte populară printre fanii genului Northern soul și poate fi găsită pe mai multe compilații soul RCA.

## Lansare și primire
„A doua șansă” a avut premiera la Odeon Leicester Square din Londra pe 12 iunie 1967, în prezența reginei Elisabeta a II-a. Filmul a fost lansat a doua zi în Regatul Unit și Statele Unite, stabilind un record de încasări în ziua premierei la Odeon Leicester Square și ajungând pe primul loc în Statele Unite, cu încasări de 600.000 de dolari în weekendul de deschidere. A generat 7 milioane de dolari din 161 de cinematografe din Statele Unite în primele trei săptămâni și a fost pe primul loc timp de șapte săptămâni. Filmul a avut încasări de 43 de milioane de dolari în Statele Unite și peste 68 de milioane de dolari la nivel mondial.

### Recenzii contemporane
Roger Ebert de la Chicago Sun-Times a acordat filmului două stele și jumătate din patru, criticând accentul pus pe dispozitive și declarând: „Formula nu reușește să-și facă magia. La fel ca predecesorul său, Operațiunea Thunderball, o altă producție sub standard, acest film este supraîncărcat cu dispozitive, dar slab în intrigi și sincronizarea elementelor.” Bosley Crowther, în recenzia sa pentru The New York Times, a considerat că „există suficient din bravada strălucitoare și lipsită de griji a popularului super-detectiv britanic în acest amalgam de lansări de rachete pentru a face din el un pachet de distracție Bond. Și este atât de multă zarvă științifică – atâtea capsule de război în spațiu și bătăi de cap cu dispozitive electronice într-o mare bază subterană secretă – încât această aventură absurdă ar trebui să fie o bucurie pentru cei mici și o plăcere pentru adulții rezonabili care pot găsi eliberare în absurdul măreț.” Charles Champlin de la Los Angeles Times a scris că filmul este „o creație în viteză, amuzantă și fără limite de absurditate exagerată.”
Variety a avut o opinie mai pozitivă: „Ca divertisment, [A doua șansă] se compară favorabil în calitate și este plin de lupte, dispozitive electronice și frumuseți, la fel ca predecesorii săi.” Revista Time a fost foarte critică, susținând că franciza a devenit „victima aceleiași nenorociri care l-a afectat pe Frankenstein: au existat atât de multe imitații extravagante încât originalul pare o copie.” Recenzia a continuat să critice că „efectele sunt ineficiente. Secvențele din spațiu ar fi mai potrivite pentru un scurtmetraj educațional de școală primară intitulat Universul nostru uimitor, iar climaxul din vulcan este o serie de cadre procesate grosolan, pe care nimeni nu s-a deranjat să le repare. Chiar și Connery pare incomod și obosit...” Clifford Terry de la Chicago Tribune a remarcat: „Un procent mare din A doua șansă este dezamăgitor, lipsindu-i spiritul și energia, ritmul și impactul predecesoarelor, în special al primelor trei filme. Scenariul lui Roald Dahl este încărcat cu glume sexuale care sunt fie patetic de slabe, fie grosier de copilărești, jocurile de cuvinte brevetate de Bond sunt mai slabe, iar entuziasmul lui Connery pentru personajul său șiret, rafinat și senzual pare să fi scăzut.”

### Recenzii retrospective
Pe site-ul de recenzii Rotten Tomatoes, filmul are un rating de aprobare de 74%, bazat pe 53 de recenzii, cu o notă medie de 6,71/10. Consensul critic al site-ului afirmă: „Cu locații exotice, efecte speciale impresionante și un antagonist central demn, A doua șansă învinge o poveste dezordonată și improbabilă pentru a livra un alt film Bond memorabil din perioada timpurie.” James Berardinelli de la ReelViews a menționat că prima jumătate a fost bună, dar „Abia în a doua jumătate, când povestea escaladează dincolo de limitele absurdității, filmul începe să se destrame,” criticând apariția lui Blofeld și afirmând că „rachetele care înghit nave spațiale sunt puțin prea extravagante.” Ali Barclay de la BBC Films a criticat ușor scenariul lui Dahl, scriind că „deși Dahl a contribuit clar la plasarea lui Bond într-o lume cu totul nouă de ticăloși și tehnologie, poate că ideile sale erau puțin prea avansate sau, poate, a încercat prea mult.” Leo Goldsmith a lăudat baza din vulcan, descriind-o drept „cel mai impresionant decor al lui Ken Adam pentru franciză.” Danny Peary a scris că A doua șansă „ar fi trebuit să fie cu vreo douăzeci de minute mai scurt” și l-a descris drept „nu un film Bond rău, dar nu se compară cu predecesoarele sale – formula devenise puțin obosită.”
Jim Smith și Stephen Lavington, în retrospectiva lor din 2002, Bond Films, au considerat designul de producție al lui Ken Adam drept „uluitor.” Ei concluzionează: „A doua șansă este un omagiu plin de dragoste adus ideii că nimic nu are succes precum excesul. […] Este mai degrabă o pastișă a lui Fleming decât o adaptare fidelă, cu elemente din filmele anterioare ale francizei Eon presărate într-un scenariu mecanic (dar inspirat). […] Este artă pop, livrată cu forță și stil.”
IGN a clasat A doua șansă pe locul patru în topul celor mai bune filme Bond, iar Entertainment Weekly pe locul doi, considerând că „împinge seria la limita cool-ului.” Cu toate acestea, Norman Wilner de la MSN l-a ales drept al cincilea cel mai slab film, criticând povestea, scenele de acțiune și lipsa de timp pe ecran pentru Blofeld. Criticul literar Paul Simpson a numit filmul unul dintre cele mai colorate din serie și a apreciat influența japoneză adusă de prefectura Kagoshima, dar a considerat portretizarea lui Blofeld dezamăgitoare, descriindu-l ca fiind „mic, chel și cu o cicatrice proeminentă.” Simon Winder a spus că filmul este „perfect” pentru o parodie a seriei. John Brosnan, în cartea sa James Bond in the Cinema, a comparat filmul cu un episod din Thunderbirds din cauza dependenței de dispozitive electronice, dar a recunoscut că are ritm și spectaculozitate. Christopher Null a considerat că filmul este una dintre cele mai memorabile aventuri ale lui James Bond, dar a criticat complotul ca fiind „prelungit și destul de confuz.”